# Artur Grottger
Artur Grottger, född 11 november 1837, död 13 december 1867, var en polsk målare och illustratör.
Grottger hämtade ofta motiven för sina livfulla målningar från polskt folkliv. Främst stod han dock som tecknare, och bland hans alster märks här de fyra stora sviter av kritteckningar, till vilka han inspirerades av det polska upproret 1861-63.